# Lithophane baileyi
Lithophane baileyi är en fjärilsart som beskrevs av Augustus Radcliffe Grote 1877. Lithophane baileyi ingår i släktet Lithophane och familjen nattflyn. Inga underarter finns listade i Catalogue of Life.